# Arbeit macht frei (album)
| Recensione     | Giudizio       |
| -------------- | -------------- |
| OndaRock       | Pietra miliare |
| AllMusic       | [ 2 ]          |
| Piero Scaruffi | [ 4 ]          |

Arbeit macht frei è il primo album del gruppo musicale italiano Area, la cui registrazione iniziò negli studi Fonorama di Milano il 6 luglio 1972 e pubblicato nell'anno successivo dalla Cramps Records.
Il titolo dell'album riprende il motto Arbeit macht frei, posto all'ingresso di numerosi campi di sterminio nazisti durante la Seconda guerra mondiale.

## Descrizione
L'album contiene i brani Luglio, agosto, settembre (nero), tra i più noti del gruppo, e Le labbra del tempo, oltre al singolo L'abbattimento dello Zeppelin, pubblicato con il brano Arbeit macht frei come lato B nello stesso anno.
Il lavoro si distingue in buona parte del rock progressivo italiano dell'epoca, di stampo melodico e legato al pop. Nel disco si uniscono generi come il rock, il free jazz, il pop, la musica elettronica e la musica d'avanguardia. Alcuni critici musicali hanno descritto il disco con l'espressione radical music per indicare la forte presa di posizione politica del gruppo e la tendenza a portare il suono verso le estreme conseguenze dell'allontanamento dalla forma della canzone tradizionale.
L'album figura al nono posto della lista dei 100 migliori album italiani secondo Rolling Stone.
Il bassista Patrick Djivas, in una trasmissione che Sky Arte dedicò a questo album, disse che "quando penso ad Arbeit macht frei, penso a quattordici quindici ore a suonare in una cascina ad Abbiategrasso. È stato un periodo una pizza in tre, quando c'era, non c'era sempre, ma quasi sempre c'era, l'acqua che si gelava, la mattina per lavarsi bisognava fare molto in fretta perché l'acqua si gelava immediatamente. Eravamo in una camerata con dei letti separati, tipo una camerata da militare, suonavamo dalle otto del mattino, perché faceva freddo e ci si svegliava presto, fino a mezzanotte più o meno, senza interruzioni, a parte per mangiare la famosa pizza in tre. E poi andavamo su e fino alle due o alle tre, ognuno studiava sul suo letto e suonava sul suo letto." Fu completato allo Ye-ye, un club di Rimini.

## Tracce
Tutte le musiche sono accreditate a Fariselli, ma Fariselli Terzo (il padre di Patrizio) dato che nessun componente era iscritto alla S.I.A.E. i testi a Frankenstein, pseudonimo di Gianni Sassi assieme a Sergio Albergoni.
Lato A
Testi di Frankenstein, musiche di Fariselli.
1. Luglio, agosto, settembre (nero) – 4:27
2. Arbeit macht frei – 7:56
3. Consapevolezza – 6:06

Lato B
Testi di Frankenstein, musiche di Fariselli.
1. Le labbra del tempo – 6:00
2. 240 chilometri da Smirne – 5:10
3. L'abbattimento dello Zeppelin – 6:45

## Formazione
- Demetrio Stratos – voce, organo Hammond, steel drum
- Giulio Capiozzo – batteria, percussioni
- Patrick Djivas – basso, contrabbasso
- Patrizio Fariselli – pianoforte, pianoforte elettrico
- Paolo Tofani – chitarra elettrica, EMS VCS3, flauto
- Victor Edouard Busnello – sassofono, clarinetto basso